# Каскадный канал

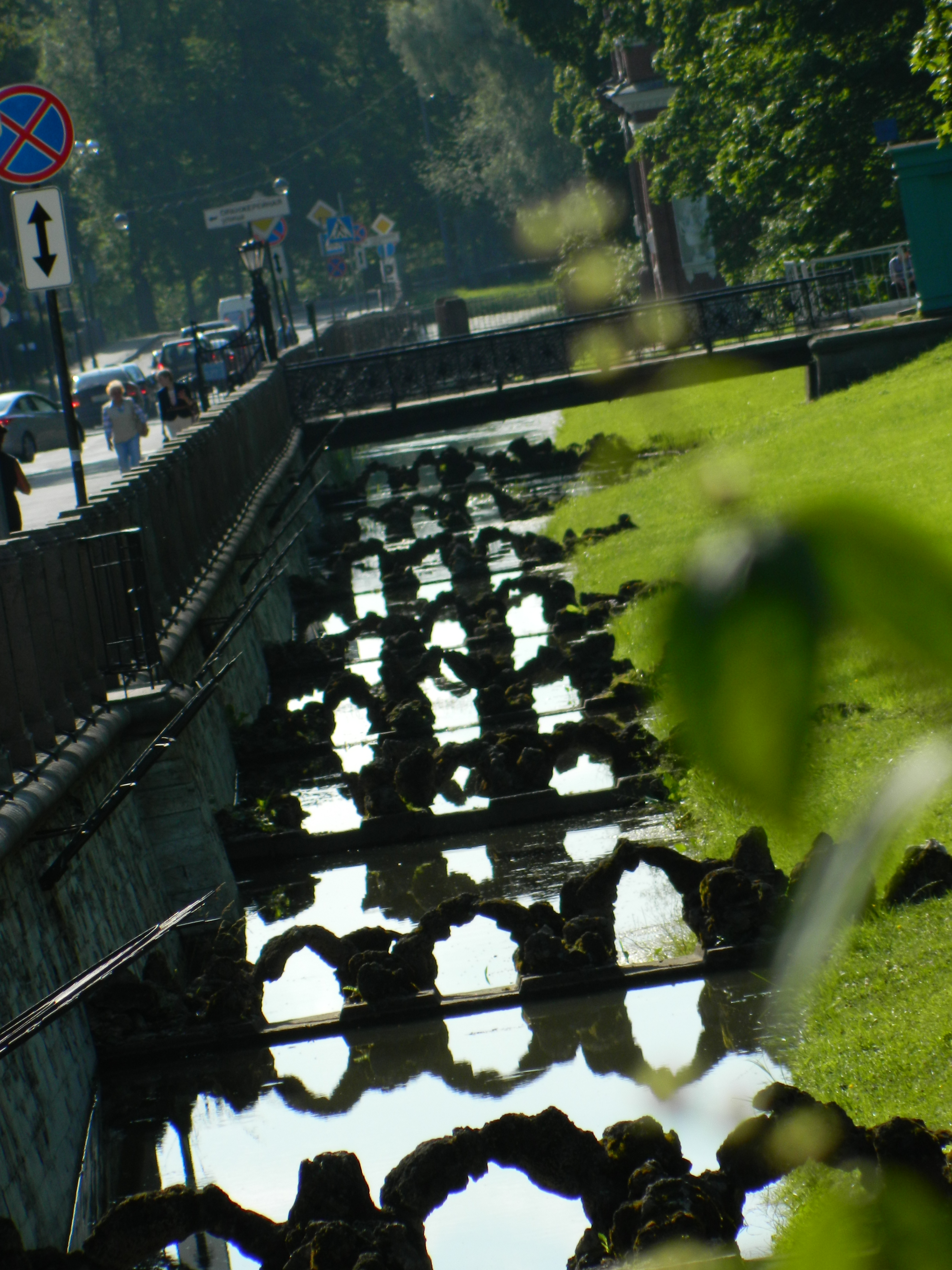
Плотинки

Каскадный канал с гранитной набережной, металлической оградой, гротом, фонтаном «Лебедь» и двенадцатью каскадами (Продольный канал, Малый каскадный канал) — памятник архитектуры. Расположен в Пушкине, в регулярной части Екатерининского парка, вдоль Садовой улицы.
Канал был прорыт в 1775—1777 годах как замена ограды между Екатерининским парком и слободой дворцовых служащих. Его дно устлали камнем, со стороны сада выстлали дёрном, вдоль Садовой улицы укрепили подпорной стенкой из тёсаного известняка. Длина канала около 718 метров, на нём было устроено двенадцать плотинок, создающих каскады; работами по их сооружению руководили В. И. Неелов и И. Герард, проект канала предположительно разработал А. Ринальди.
В 1784 году вдоль канала была сделана набережная, обустроен тротуар из гранитных плит, была установлена кованая решётка на каменных тумбах. Набережную перестраивали и ремонтировали в 1821—1822 годах, в 1891—1893 годах и восстанавливали после Великой Отечественной войны в 1941—1944 годах.
В 1960—2000 годы тумбы с решётками неоднократно сбрасывались в канал разными вандалами.